# Oliva porphyria
Oliva porphyria là một loài ốc biển, là động vật thân mềm chân bụng sống ở biển trong họ Olividae, họ ốc gạo hoa.

## Hình ảnh

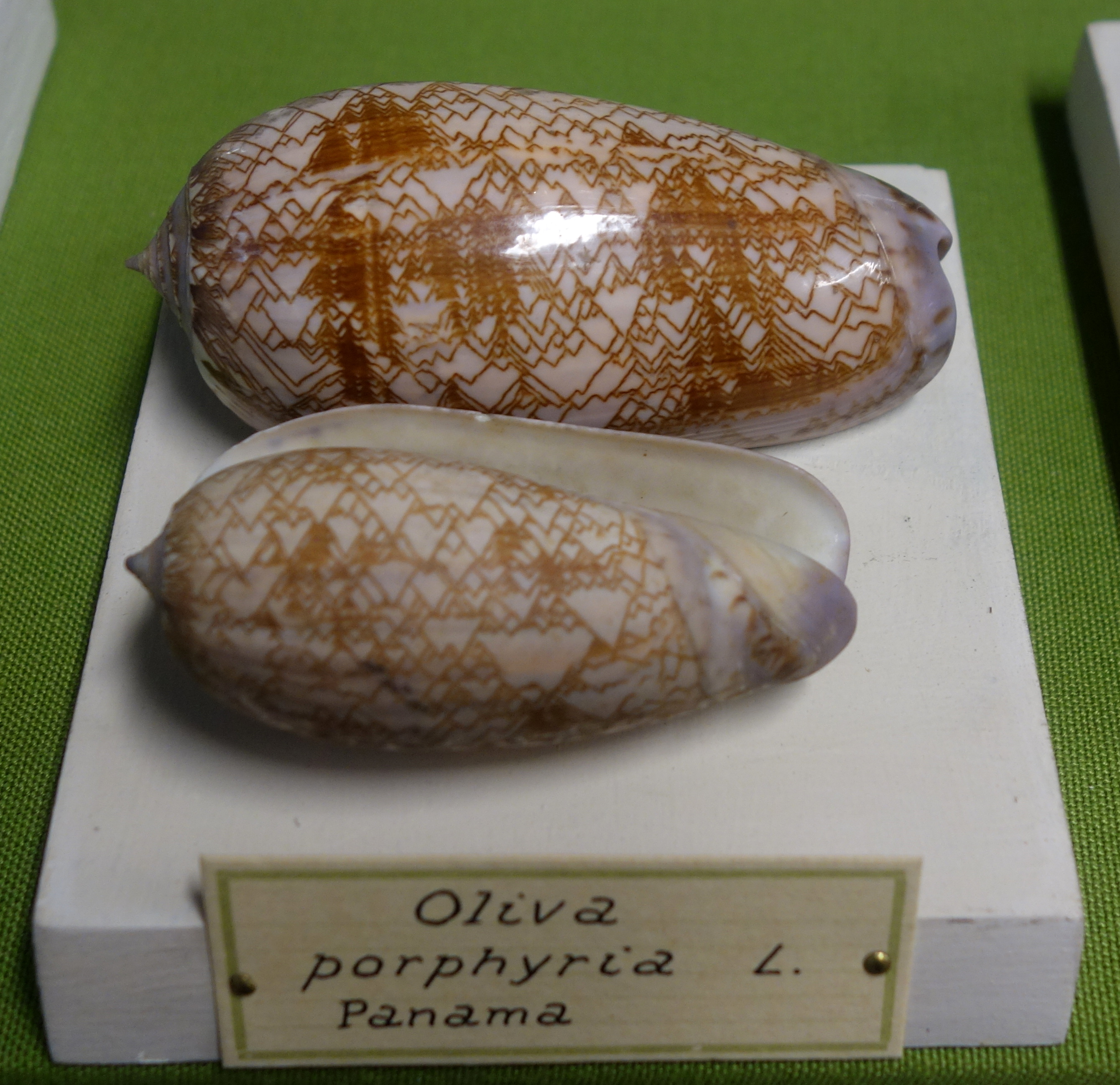